# Haim Guri
Haim Guri (o Gouri) (en hebreu: חיים גורי‎: גורי) (Tel-Aviv, 9 d' octubre de 1923 - 31 de gener 2018) fou un poeta israelià, novel·lista, periodista i director cinematogràfic de documentals.

## Biografia
Haim Guri va néixer a Tel-Aviv. Després d'estudiar a l'Institut Agrícola  Kadoorie, va unir-se al Palmach i va completar el curs de comandant. Va participar en el bombardeig d'una estació de radar britànica usada per a localitzar vaixells d'Aliyah Bet, que portaven il·legalment immigrants jueus cap a Palestina. El 1947 fou enviat a Hongria per ajudar a  supervivents de l'Holocaust a emigrar al Mandat Britànic de Palestina. Durant la Guerra araboisraeliana de 1948 fou un sotscomandant de companyia a la Brigada del Nègueb del Palmah.
Guri estudià literatura a la Universitat hebrea de Jerusalem i a la Sorbonne de París. Com a periodista va treballar per Lamerhav i, més tard, per Davar. Va aconseguir fama amb la seva cobertura el 1961 de judici d'Adolf Eichmann.
Actualment viu amb la seva muller, Aliza, a Jerusalem.

## Premis i honors
- El film The 81st Blow, que va escriure, coproduir i codirigir, fou nominat per al premi Oscar al millor documental de 1974. Forma part d'una trilogia sobre l'Holocaust que inclou The Last Sea i Flames in the Ashes.[4]
- El 1975 li fou concedit el premi Bialik de literatura hebrea.[5]
- El 1988 li fou concedirt el Premi Israel, de poesia hebrea.[6]
- El 1998 guanyà el premi Uri Zvi Grinberg.
- El 2016, Guri refusà un premi del Ministeri israelià de Cultura i Esport per “obres d'art sionistes”.[7]